# Sandford Fleming
Sandford Fleming (n. 7 ianuarie 1827, Kirkcaldy – d. 22 iulie 1915) a fost un important geograf, inginer și inventator canadian. El a propus împărțirea lumii în fusuri orare, mărcile poștale ale Canadei, a contribuit mult în domeniile cartografiei și geodeziei și a fost unul din membrii fondatori ai Societății Regale din Canada.